# Olga Carmona
Olga Carmona García, född 12 juni 2000 i Sevilla, är en spansk fotbollsspelare som spelar som vänster ytterback. Med Spaniens landslag vann hon Världsmästerskapet i fotboll för damer 2023 när hon i finalen gjorde det avgörande 1-0 målet. Carmona spelade säsongerna 2017–2020 i Sevilla FC och sedan 2020 i Real Madrid Femenino.